# Wangzhao
Wangzhao (kinesiska: 王召, 王召乡) är en socken i Kina. Den ligger i provinsen Henan, i den centrala delen av landet, omkring 70 kilometer nordväst om provinshuvudstaden Zhengzhou. Antalet invånare är 43 517. Befolkningen består av 21 837 kvinnor och 21 680 män. Barn under 15 år utgör 20,0 %, vuxna 15-64 år 71 %, och äldre över 65 år 8,0 %.
Genomsnittlig årsnederbörd är 638 millimeter. Den regnigaste månaden är juli, med i genomsnitt 164 mm nederbörd, och den torraste är december, med 4 mm nederbörd.